# Leuctra variabilis
Leuctra variabilis är en bäcksländeart som beskrevs av Paul E. Hanson 1941. Leuctra variabilis ingår i släktet Leuctra och familjen smalbäcksländor. Inga underarter finns listade i Catalogue of Life.